# Dominique Bluzet
Dominique Bluzet, né en 1957 à Neuilly-sur-Seine, est un acteur, metteur en scène, producteur et directeur de théâtre. Il est l’actuel directeur des Théâtres - groupement qui réunit à Marseille, le Théâtres du Gymnase, et des Bernardines, et à Aix-en-Provence, du Jeu de Paume et du Grand Théâtre de Provence - et du Théâtre d’Arles. Il est également le cofondateur et le directeur exécutif du Festival de Pâques d'Aix-en-Provence et, depuis octobre 2022, il est le président de l’agence de marketing territorial de la Métropole d'Aix-Marseille-Provence "One Provence".

## Biographie

### Jeunesse
Né à Neuilly-sur-Seine, Dominique Bluzet, fils d’un cadre supérieur d’une multinationale, fait des études de droit puis de lettres. Il intègre par la suite, l’École nationale supérieure des arts et techniques du théâtre.

### Carrière professionnelle
D’abord comédien, Dominique Bluzet joue aux côtés de noms tels Abdellatif Kechiche ou Marcel Maréchal. Il cumule ses premières sorties sur scène avec le poste de directeur du théâtre Essaïon qu’il obtient à 23 ans.
Sa carrière oscille alors entre présence sur les planches et mise en scène. Passionné d’opéra, il enchaîne les prestations de metteur en scène, d’abord au Châtelet à partir de 1985 puis dans de nombreux opéras de France.
C’est en 1993 que Dominique Bluzet est nommé à la tête du théâtre du Gymnase de Marseille. En 1996, la ville d’Aix-en-Provence lui propose la direction du théâtre du Jeu de Paume afin de redonner à ce dernier son prestige . Il accepte et va donc notamment gérer sa restauration. En 2002, il regroupe autour d’une même entité nommée “Acte”, les deux théâtres dont il a la direction
Dominique Bluzet obtient, en 2007, la direction d’un troisième théâtre, le Grand Théâtre de Provence. Plutôt orienté vers la scène musicale, ce dernier lui permet d’entrer dans le monde de la musique. En 2013, il est reconduit pour un mandat de sept ans à la tête de ce théâtre,, renouvelé une nouvelle fois en 2021 pour la même durée.

En collaboration avec le violoniste Renaud Capuçon, il organise, à partir de 2013, le festival de Pâques consacré à la musique classique,. Inspiré du rendez-vous de Pâques de Salzbourg, ce nouveau festival gagne en notoriété jusqu’à être reconnu par la presse internationale, comme « l’un des festivals majeurs européens » (Le Soir de Bruxelles, 2023). Depuis 2024, le Festival de Pâques, en plus des concerts d’excellence, offre au public mélomane, des rendez-vous gratuits dans la ville d’Aix et sur le territoire alentour, avec le volet « Musique en partage »,,,.
En 2015, il remplace Alain Fourneau à la direction du Théâtre des Bernardines et donne, la même année une conférence à l’Ecole de Paris sur le thème des « Les nouveaux leviers de l’animation culturelle ».
Présent dans la sphère médiatique, Dominique Bluzet signe notamment une tribune publiée dans Le Monde en 2020, dans le cadre de déconfinement et “de cri d’alerte de la culture face aux restrictions liées à la pandémie de Covid-19”. Ceci l’amène à créer en 2021, avec l’aide du département des Bouches-du-Rhône, le festival « Aller vers », dont la vocation est d’aller au-devant du public, en proposant, dans les villes, sur les places de village, aux terrasses de cafés, dans les MJC…, des spectacles itinérants et adaptés au lieu qui les accueille,.
En 2021, dans le cadre des élections régionales, il figure parmi les signataires d'une tribune qui appelle à faire barrage à l’extrême droite en Provence-Alpes-Côte d'Azur.
En 2022, il fait partie des membres du comité de sélection du prochain directeur artistique du Théâtre du Châtelet, puis intègre son conseil d'administration.
Le  25 octobre 2022, il est nommé à la présidence de One Provence, l’agence marketing territorial de la métropole Aix-Marseille-Provence lancée le 26 octobre 2022,.
En 2024, la ville d’Arles propose à Dominique Bluzet, de prendre la direction de son théâtre, ce qu’il accepte dans une logique de rayonnement territorial et de meilleure diffusion du spectacle vivant dans le territoire des Bouches du Rhône, venant ainsi abonder l’intention du ministère de la Culture (Drac Paca) avec le programme « mieux produire, mieux diffuser».

## Filmographie

### Cinéma
- 1990 : Uranus de Claude Berri : Michel Monglat[23]
- 1995 : Élisa de Jean Becker : Jérôme
- 2004 : Lila dit ça de Ziad Doueiri : Prêtre

### Télévision
- 1980 : L'Aéropostale, courrier du ciel (mini-série) : Pruneta
- 1981 : Dickie-roi (en) (mini-série)
- 1985 : Châteauvallon de Paul Planchon (1 épisode)
- 1985 :  Rancune tenace d'Emmanuel Fonlladosa
- 1987 : Hôtel de police épisode  Les Coursiers d'Emmanuel Fonlladosa : Mémène
- 1988 : Les Nouveaux Chevaliers du ciel : Tabur (1 épisode)
- 1989 : Le Retour d'Arsène Lupin
- 1989 :  Part à deux d'Emmanuel Fonlladosa
- 1992 : Navarro : Magritte (1 épisode)
- 1995 : Entre ces mains-là (téléfilm) : Levonsky
- 1996 : François Kléber : Louis (1 épisode)
- 1996 : La Femme de la forêt (mini-série) : L'abbé
- 1999 : Avocats et Associés : Procureur (1 épisode)
- 2001 : Julie Lescaut : Cuisinier Millard (1 épisode)
- 2006 : Poussière d'amour (téléfilm) : Raoul

## Théâtre[24]

### Comédien
- 1984 : Le Bureau - Fleurets mouchetés
- 1985 : Exposition
- 1987 : Pendant que vous dormiez - Hommage aux jeunes hommes chics
- 1988 : Toile de fond
- 1989 : La mer est trop loin
- 1992 : Filumena Marturano (it)
- 1993 : La Cerisaie
- 1996 : Malaga
- 1998 : Une journée particulière

### Metteur en scène
- 1985 : La Chauve-Souris (opéra)[25]
- 1988 : Abu Hassan
- 1992 : Trois Opéras-Minute de Darius Milhaud
- 1993 : L'Affaire de la rue de Lourcine - Un garçon de chez Very
- 2005 : Gainsbourg fait chanter Régine

## Récompenses et reconnaissances
En 2003, Dominique Bluzet est nommé Chevalier de l'ordre national du Mérite,.
En 2007, il est nommé Officier de l'Ordre des Arts et des Lettres.
En 2009, il est nommé chevalier de légion d’honneur.
En 2018, il est nommé officier de la Légion d’honneur, récompense remise par Françoise Nyssen, alors ministre de la Culture,.
En 2018, en tant que personnalité influente de la région marseillaise, un chapitre du livre "Les Marseillais" de Patrick Coulomb et François Thomazeau lui est consacré.
Il est également cité dans l’ouvrage de Renaud Capuçon Mouvement perpétuel une vie en musique (p. 175, Flammarion).